# مايك غروف
مايك غروف (بالإنجليزية: Mike Groff)‏ هو سائق سباق أمريكي، ولد في 16 نوفمبر 1961 في فان نويس في الولايات المتحدة.